# Hetaeria youngsayei
Hetaeria youngsayei är en orkidéart som beskrevs av Paul Ormerod. Hetaeria youngsayei ingår i släktet Hetaeria och familjen orkidéer. Inga underarter finns listade i Catalogue of Life.